# 赤塚源六
赤塚 源六（あかつか げんろく）は、幕末の薩摩藩士。精忠組隊士。軍艦春日丸艦長。諱は真成（しんせい）。日本海軍軍人、海軍大佐。

## 経歴
薩摩藩士、赤塚真矩の四男として生れる。安政6年（1859年）、精忠組結成に参加。過激な尊皇思想のもと活動を続け、慶応3年（1867年）の王政復古を前にして長崎に赴き軍艦「春日丸」を購入。前艦長松方正義の後任となって艦長に就任した。
明けて慶応4年（1868年）1月、赤塚は「春日丸」を運送船護衛の軍艦として兵庫沖に待機させておき、鳥羽・伏見の戦いが始まるとそれに乗船して運送船と共に鹿児島を目指した。しかし、1月4日に「春日丸」を発見した旧幕府軍艦「開陽丸」が砲撃を開始し、「春日丸」は応戦。双方にそれほどの被害は及ばなかったものの、赤塚は撤退を選んで鹿児島へ逃げ延びる。運送船一艘は逃げ切れずに自焼してしまった。（阿波沖海戦）
明治2年（1869年）に箱館戦争が勃発すると海戦にほぼ参戦し、特殊任務として弁天台場・七重浜にかけて仕掛けてあった旧幕府軍の水雷を除去した。
維新後は海軍大佐までに昇進する。明治6年（1873年）、死去。享年40。
大正4年（1915年）、従五位を追贈された。

## 著書
- 『春日艦船将赤塚源六北征日誌』